# 민발톱박쥐
민발톱박쥐(Furipterus horrens)는 민발톱박쥐과에 속하는 박쥐의 일종이다. 민발톱박쥐속(Furipterus)의 유일종이다. 코스타리카와 브라질, 베네수엘라, 콜롬비아, 에콰도르, 수리남, 프랑스령 기아나, 가이아나, 트리니다드 섬 그리고 페루에서 발견된다. 날개 속에 숨겨진 작은 발톱을 갖고 있기 때문에 이름 속에 "민발톱"이라는 명칭이 들어 있다.